# Jaime Antunes da Silva
Jaime Antunes da Silva (Rio de Janeiro, 9 de janeiro de 1947) é um arquivista e historiador brasileiro.

## Biografia
Iniciou o trabalho no Arquivo Nacional como estagiário em 1964, quando cursava o ensino médio no Colégio Estadual Mendes de Moraes, na Ilha do Governador, Rio de Janeiro e após bacharelar-se em arquivologia, em 1971, pela Universidade Federal do Estado do Rio de Janeiro/Arquivo Nacional foi contratado para trabalhar efetivamente na instituição. Licenciou, ainda, em história, em 1978, pela UFRJ.
Começa a ocupar a partir de 1978 diversos cargos no Arquivo Nacional, assumindo a direção-geral do órgão em 1992, durante o governo de Fernando Collor de Mello e permanecendo no cargo até 2016. Nesse período ocupou ainda uma série de funções, relacionadas ao cargo de diretor-geral, como: a presidência do Conselho Nacional de Arquivos (1994-2016) - órgão colegiado implantado durante a sua gestão -; a presidência da COLUSO, na Seção do Patrimônio Documental (Seção Brasileira) desde 1996; a presidência do Comitê Regional para América Latina do Programa Memória do Mundo da Unesco (2006-2009); e a presidência da Associação Latino-Americana de Arquivos (ALA) (2011-2014).
Jaime Antunes é professor de Paleografia e Arquivística na Universidade do Estado do Rio de Janeiro, desde 1983., assumiu a diretoria do Instituto de Filosofia e Ciências Humanas IFCH/CCS-UERJ, em 2020.
Torna-se membro do Instituto Histórico e Geográfico do Rio de Janeiro em 1998, faz-se sócio titular em 2009 e vice-presidente da instituição em 2020.

## Comenda
- Ordem do Mérito Aeronáutico, oficial, 2.268/MD 21/10/2015.[9]